# Antoine Gilbert Griffet de Labaume
Pour les articles homonymes, voir Labaume.
Antoine Gilbert Griffet de Labaume, né à Moulins le 21 novembre 1756 et mort à Paris le 18 mars 1805, est un écrivain et traducteur français.

## Biographie
Littérateur doué des connaissances les plus étendues et d’un talent d’une grande facilité, Labaume fit de bonnes études et apprit, en outre, les langues anglaise, allemande et italienne. Il obtint un modique emploi au ministère de l’intérieur, et fit plusieurs traductions, dont le débit augmenta un peu sa fortune qui était assez modeste. Lorsque cet emploi lui fut ôté, il perdit sa fortune. Quelques autres chagrins se joignirent à ce malheureux événement.
Le premier ouvrage qu’il ait traduit est le roman de Langhorne, intitulé Épanchemens de l’imagination et de l’amitié, Imbert ; Daniel, traduit de l’allemand de Moser, 1787, in-18 ; Réflexions sur l’abolition de la traite et de l’esclavage des nègres, traduit de l’anglais, 1788, in-8° ; le Sens commun, traduit de l’anglais de Thomas Payne, 1790, in-12 ; Marianne et Charlotte, traduit de l’allemand, de Tunger, 1794, 3 vol. in-18 ; Léopoldine, ou les Enfans perdus et retrouvés, aussi traduit de l’allemand, de Fr. Schulz ; Tableaux du Déluge, d’après Bodmer, 1797, in-18 ; le deuxième volume d’Histoire des Suisses, traduit de l’allemand, de Muller, 1797, 8 vol. in-8° ; les Abdérites, traduit de l’allemand, de Wieland, 1802, 3 vol. in-8° ; l’Aperçu statistique des États d’Allemagne, traduit de l’allemand, de Hoek, in-f° ; le Voyage en Afrique de Frederick Hornemann, traduit de l’anglais, 1803, deux part, in-8° ; la traduction des Recherches asiatiques, 1805, 2 vol. ; Anna Bella, ou les Dunes de Barham, traduit de l’anglais, de Henry Mackenzie, 1810, 4 vol. in- 12. Il a en outre traduit de l’anglais diverses poésies, et entre autres plusieurs morceaux du poète Chatterton ; Quelques vers, 1785, in-16, 1802.
Il a travaillé à plusieurs journaux, entre autres, le Mercure de France, la Décade philosophique, le Magasin encyclopédique : le tome III (7e ann., t. Ier, p. 203) du dernier de ces recueils offre une notice sur les Femmes auteurs de la Grande-Bretagne.
Il a laissé en outre deux comédies et quelques poésies légères : Galatée, en un acte et en vers et Agathis en prose et en vers : la Messe de Gnide, par G. Nobody, Genève, 1797, petit in-18 de 92 pages, ouvrage licencieux agréablement versifié ; la Vie de De Foë, auteur du fameux Robinson (à la tête de l’édition de Pankouke, 1799, 3 vol. in-8°).

## Sources
- Antoine-Vincent Arnault, Biographie nouvelle des contemporains, t. 2, Paris, Ledentu, p. 212-3.
- Georges Touchard-Lafosse, La Loire historique, pittoresque et biographique, Paris, Adolphe Delahays, 1858, p. 374.